# جيك ريد (لاعب كريكت)
جيك ريد (بالإنجليزية: Jake Reed)‏ (28 سبتمبر 1990 - ) هو لاعب كريكت أسترالي. لعب مع فريق فكتوريا للكريكت وHobart Hurricanes ‏.

## وصلات خارجية
- جيك ريد على موقع إي آس بي آن كريك إنفو (الإنجليزية)